# Стивън Тоболовски
Стивън Харолд Тоболовски (на английски: Stephen Harold Tobolowsky) (роден на 30 май 1951 г.) е американски актьор.

## Частична филмография

### Филми
- 1987: „Космически топки“
- 1991: „Телма и Луиз“
- 1992: „Първичен инстинкт“
- 1993: „Кървящият Ромео“
- 1993: „Омагьосан ден“
- 1995: „Доктор Джекил и Мис Хайд“
- 1998: „Черното куче“
- 1999: „Вътрешен човек“
- 2000: „Мементо“
- 2002: „Адаптация.“
- 2003: „Ченгета без значки“
- 2003: „Поглед от върха“
- 2003: „Шантав петък“
- 2004: „Спечели среща с Тад Хамилтън“
- 2004: „Гарфилд“
- 2004: „Черното тефтерче“
- 2005: „Мис таен агент 2: Въоръжена и прекрасна“
- 2005: „Роботи“ (глас)
- 2006: „Фалстарт“
- 2007: „Като рокерите“
- 2009: „Жената на пътешественика във времето“
- 2012: „Лоракс“ (глас)
- 2014: „Мистър Пибоди и Шърман“ (глас)

### Телевизия
- 1985: „Фолкън Крест“
- 1989: „Законът на Ел Ей“
- 1991: „Сайнфелд“
- 1993: „Зад оградата“
- 1995: „Болница Чикаго Хоуп“
- 1996: „Хамелеонът“
- 1996: „Бъфи, убийцата на вампири“
- 1997: „Шоуто на Дрю Кери“
- 1997: „Убийство първа степен“
- 1997 – 1998: „Живот с Луи“ (глас)
- 1998: „Херкулес“ (глас)
- 1998: „Палавата Сюзън“
- 1998: „Луд съм по теб“
- 1999: „Адвокатите“
- 1999: „Шеметни години“
- 1999: „Две момчета и едно момиче“
- 2001: „Розуел“
- 2001: „Кралят на хълма“
- 2001: „Самотните стрелци“
- 2002: „Малкълм“
- 2002: „Закон и ред: Умисъл за престъпление“
- 2003: „Лас Вегас“
- 2003: „Оливър Бийн“
- 2003: „Мъртвата зона“
- 2003 – 2005: „От местопрестъплението: Маями“
- 2004: „Уил и Грейс“
- 2004: „Всичко е относително“
- 2004: „Западното крило“
- 2004: „Семейство Савидж“
- 2004: „Питайте Джим“
- 2005: „Разобличаване“
- 2005: „Рийба“
- 2005: „Дедууд“
- 2005 – 2006: „Американски дракон: Джейк Лонг“ (глас)
- 2006: „Шепот от отвъдното“
- 2006: „Отчаяни съпруги“
- 2007: „Антураж“
- 2007: „Адвокатите от Бостън“
- 2007: „Студио 60“
- 2007 – 2008: „Герои“
- 2008: „От местопрестъплението“
- 2009: „Новите приключения на старата Кристин“
- 2009: „Рита е върхът“
- 2009 – 2010: „Клуб Веселие“
- 2010: „Закон и ред: Специални разследвания“
- 2011: „Колеж Грийндейл“
- 2011: „Защитниците“
- 2011 – 2014: „Секс до дупка“
- 2012 – 2013: „Праведен“
- 2014 – 2018: „Семейство Голдбърг“
- 2014: „По-щастливите ни приятели“
- 2016: „По-пълна къща“
- 2017: „Къщата на Шумникови“ (глас)
- 2017 –: „Ден след ден“